# Seznam ameriških biologov
Seznam ameriških biologov.

## A
Peter Agre - Gilbert Ashwell - Carl Akeley - Francisco José Ayala (zoolog) (špansko-ameriški)

## B
David Baltimore - Seymour Benzer - Paul Berg - 

## C
Rachel Carson - William E. Castle - Nirupa Chandari - Martha Chase - Frederic Clements - Nathan Cobb - Stanley Cohen (1922-2020) - Ronald Cohn - Edwin Conklin - Edwin Copeland - Herbert Copeland - Jerry Coyne - Francis Crick -

## D
Armando Daniels - Charles Davenport - Margaret Oakley Dayhoff - Jared Diamond - Theodosius Dobzhansky -

## E
Ronald M. Evans - 

## F
Stanley Falkow - Douglas J. Futuyma - 

## G
George Otto Gey -
Donald Arthur Glaser - 
H. Bentley Glass - 
Richard Goldschmidt - Stephen Jay Gould - Greg Graffin -
Arthur Guyton -

## H
Viktor Hamburger (1900-2001) - H. Robert Horvitz - Charles Frederick Hartt - Steven Hatfill - Norman Holter - John Hopfield - 

## J
Elwood V. Jensen - Ernest Everett Just - 

## K
Roman Kenk - Thomas J. King - 

## L
Aldo Leopold? - Cyrus Levinthal - Edward B. Lewis - Richard Lewontin - C.C. Li - Salvador Luria -

## M
Ernst Mayr - Edwin H. McConkey - James V. McConnell - L. David Mech - Matthew Meselson - Kenneth R. Miller - Russell Mittermeier - John C. Moore - Thomas Hunt Morgan - Hermann Joseph Muller - Robert Cushman Murphy -

## N
Cornelius Van Niel - Martin (Andreas) Nowak, avstr.-ameriški evoluc. biolog in matematik 

## P
Roger Searle Payne (1935–2023) - George Emil Palade - Candace Pert - Gregory Goodwin Pincus - Van Rensselaer Potter - Dawn Prince-Hughes - Will Provine -

## R
David Rasnick - Curt Richter - Thomas Milton Rivers - (Michael G. Rossmann)

## S
Jonas Salk - Robert Sapolsky - Albert Schatz (znanstvenik) - Otto Schmitt - Waldo L. Schmitt - Phillip Allen Sharp - George Harrison Shull - Charles Gald Sibley - Nicholas (Canaday) Spitzer - Franklin Stahl - William Howard Stein - Jack William Szostak

## T
Ali al-Tamimi - James Thomson (biolog) - Frederick W. True - Thomas Wyatt Turner - Russell Tuttle - 

## V
Leigh Van Valen - Vincent du Vigneaud - Wolf V. Vishniac - 

## W
Selman Waksman - Douglas Warrick - James Watson - Tim D. White - George C. Williams - Edward Osborne Wilson - David Sloan Wilson - Sewall Wright - Sewall G. Wright -

## Z
Marko Zalokar - Charles Zuker - 
George Zweig - 